# John W. Johnston
John W. Johnston (Washington megye, 1818. szeptember 9. – Richmond, 1889. február 27.) az Amerikai Egyesült Államok szenátora (Virginia, 1870–1871 és 1871–1883).